# Brunstein Brunicki

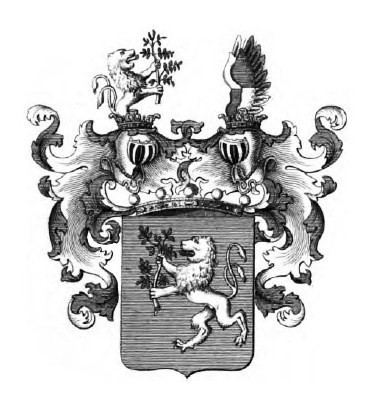
Wappen der Brunstein, Freiherren von Brunicki

Brunstein (auch: Braunstein, Bronstein oder Bernstein) ist der Name eines weit verzweigten Geschlechts aus Südosteuropa. Ein Zweig des Geschlechts wurde 1815 im Freiherrenstand mit dem Prädikat von Brunicki (früher auch: von Brunitzky) geadelt, das 1818 dessen Hauptname wurde. Der Familienzweig Brunicki trat vor allem mit reichem Grundbesitz in Galizien und der Bukowina und im österreichischen Militär in Erscheinung. Die meisten Brunsteins leben heute in den USA, Canada, Polen, aber auch in Frankreich, Argentinien, Norwegen und Israel.

## Geschichte

### Herkunft
Das Geschlecht der Brunstein ist jüdischer Herkunft. In Südosteuropa, im Grenzgebiet zwischen Rumänien, Polen und der Ukraine, sind die Brunstein in der Mitte des 19. Jahrhunderts weit verzweigt. Teilweise gingen sie zu dieser Zeit zur katholischen oder evangelischen Konfession über. Die Staatsangehörigkeit der einzelnen Familienmitglieder ist unübersichtlich. Als Heimatländer werden Galizien, die Bukowina, Bessarabien, Podolien und Moldawien genannt, die, unter immer wechselnden Herrschaften, mit immer anderen Grenzen, zu den politisch unruhigsten Gebieten Europas zu rechnen sind.

### Zweig der Freiherren von Brunicki
Einem Zweig der Familie entstammte Itzig Brunstein (* 1748; † 1824). Er war Pächter der Lichteranzündüngssteuer sowie der Koscherfleischsteuer und Herr von Zaleszczyki und Uhrynkowce sowie Pächter und später Besitzer weiterer Güter in Galizien und der Bukowina. Er suchte bereits 1797 um die Verleihung des österreichischen Ritterstandes an, wurde mit seinem Ansuchen aber abgewiesen. Am 1. Juni 1808 wurde er mit dem Namen Ignaz katholisch getauft. Gegen Zahlung der doppelten Taxe von 6.300 fl. verlieh König Max I. Josef von Bayern ihm sowie seinem gleichnamigen Neffen und Schwiegersohn Ignaz Brunstein (vormals Israel Brunstein) (* 1780; † 1848) am 12. Januar 1815 den Adels- und Freiherrenstand mit dem Prädikat von Brunicki (auch Brunitzky geschrieben). Dies über Verwendung des bayerischen Hofagenten in Wien, Josef Mösl Edler von Moosthal. Darauf erhielt Ignaz „der Ältere“, für seine Person am 12. Februar 1818, und für seine Nachkommen am 2. Juni 1829, die Bewilligung, sich im österreichischen Kaiserstaat des Freiherrentitels, als eines ausländischen (das heißt bayerischen), bedienen zu dürfen. Zwei Enkelkinder Ignaz des Älteren, Leon und Konstantin Freiherren von Brunicki, erhielten am 6. November 1847 von Kaiser Ferdinand I. den originär österreichischen Freiherrenstand.
Ignaz Brunstein der Ältere, seit 1815 Freiherr von Brunicki, hatte eine Tochter Rosa (* 1781), verheiratet mit seinem Neffen Ignaz Brunstein dem Jüngeren (* 1780; † 1848), Herr auf Ceniava und Podhorce, und vier Söhne: Hermann (* 1775 † 1835), Herr auf Plazów, verheiratet mit Rosalia Segalska, Peter († 1838), Herr auf Zaleszczyki, Moritz (nähere Angaben unbekannt) und Josef (* 1788; † 1835), Herr auf Podhorce, verheiratet seit 1816 mit Therese Karoline Johanna von Schmid (* 1797; † 1874). Diese stifteten -bis auf Moritz- alle weiteren Zweige.
Aus der Linie Ignaz des Jüngeren stammte Maximilian Freiherr von Brunicki (* 1798; 1870), Herr auf Witelka, Vater des Moritz († 1925), k. u. k. Oberleutnant, Beamter der k. u. k. Eisenbahndirektion. Moritz war seit 1870 mit Gertrude Freiin von Scholley (* 1849; † 1934), der Tochter des österreichischen Feldmarschallleutnants Otto von Scholley und Enkelin der Fürstin Gertrude von Hanau, verheiratet. Der Ehe entspross Sohn Otto von Brunicki (* 1871; † 1937), k. u. k. Rittmeister, der eine Tochter Redivia hinterließ. Moritzens Schwester Maria (* 1820; † 1876) war mit Ladislaus Graf Rey (* 1818; † 1887), Herr auf Ranizow, verheiratet.
Aus Hermanns Linie stammte Ladislaus Freiherr von Brunicki (* 1843), k. u. k. Rittmeister, und Henriette (* 1839; † 1905), Enkeltochter von Josef Benignus Maus, seit 1860 verheiratet mit Ludwig Freiherr von Wattmann–Maelcamp–Beaulieu, (* 1827; † 1907), k. u. k. Oberst.
Peters Sohn, Leon Anton Freiherr von Brunicki (* 1811; † 1866), Herr auf Zaleszczyki, hatte mit Marie Gräfin Drohojowska (* 1814; † 1893) die Töchter Maria (* 1842), verheiratet mit Ladislaus Graf Drohojowski (* 1825), und Helene (* 1844), verheiratet mit Roman Fürst Puzyna. Sohn Severin Freiherr von Brunicki (* 1846; † 1902), Herr auf Zaleszczyki, war erst mit Hedwig Edle von Zagórska (* 1858; † 1882), dann mit Maria Gräfin Fredro (* 1852; † 1917) vermählt. Der Ehe entstammten zwei Söhne: Eustachius Leon Constantin (* 1877; † 1900) und Severin Heinrich Leon (* 1884), sowie Tochter Hedwig Marie (* 1879), verheiratet mit Stanislaus Ritter von Bal, Herr auf Tuliglowy. Severins Cousin war der Landtagsabgeordnete Adolf Moritz Tadeus von Brunicki (* 1857; † 1905), Herr auf Lubien usw., über seinen Vater Konstantin Ignaz (* 1820; † 1890) ebenfalls ein Enkel Peters. 1881 heiratete er in Wien Marie Gräfin Wallis (* 1859), Herrin auf Slocina usw. Tochter Maria Rosa, verheiratete Gräfin von Wodzicki, starb 1972 in London.
Aus Josefs Linie stammten Emil von Brunicki, k. u. k. Husaren-Oberleutnant (1821–1878) und Julian Karl (* 1827; † 1880), Herr auf Podhorce usw., k.u.k. Husarenleutnant. Julian Karl Freiherr von Brunicki heiratete 1857 Julia Pauline von Prawdzic Wolanska (* 1831; † 1895), Herrin auf Hryniowce. Der Ehe entstammten die beiden Söhne Julian Marian (* 1864; † 1924) und Joseph Albert (* 1870; † 1900).<Lenczewski T., Genealogie, Bd. 1, S. 236–237/>

### Zweig Czernowitz
Ein anderer Zweig des Geschlechts Brunstein lebte in Czernowitz und dessen nächster Umgebung, in der Bukowina. Eine größere Zahl ihrer Mitglieder verweilte für kürzere oder längere Zeit in Wien, Hauptstadt der Österreichisch-Ungarischen Doppelmonarchie, wozu auch die Bukowina gehörte. Salomon Brunstein war Gutsbesitzer in Czernowitz. Seiner Ehe mit Agnes entstammte Dr. jur. Josef Ludwig Brunstein (* 1840; † 1916), spätestens seit 1905 Ritter des österreichischen Franz-Joseph-Ordens und des Eisernen Kronen Ordens 3. Klasse, mit dem bis 1884 die erbliche Ritterstandswürde verbunden war. Er und seine Frau Sophie Fechner (* 1845; † 1910) werden bei der Trauung ihrer Tochter Melitta 1905 als katholisch bezeichnet, am 27. Juli 1909 wurden sie evangelisch getauft. Sie hatten die drei Töchter Natalie Alice Salomea (* 1870), verheiratete von Sypniewski, Helene (* 1881) und Melitta Anna (* 1878). Melitta ließ sich 1903 katholisch taufen, 1905 heiratete sie Leo Michael Ritter von Berger. Auch der zum Zweig gehörige Dr. jur. Otto Brunstein, Rechtsanwalt aus Radautz in der Bukowina, war 1904 noch mosaischen Glaubens und wurde 1920 als evangelisch bezeichnet.

## Wappen

### Wappen der Brunstein, Freiherren von Brunicki
- 1815: Im blauen Schild ein doppelschwanziger silberner Löwe, der mit den Vorderpranken einen rotbefruchteten Lorbeerzweig vor sich hält; Auf dem Schild die Freiherrenkrone; Auf dem gekrönten Helm mit blau-silbernen Decken der Löwe wie im Schild wachsend zwischen einem offenen, von Silber über Blau geteilten Adlersflug.

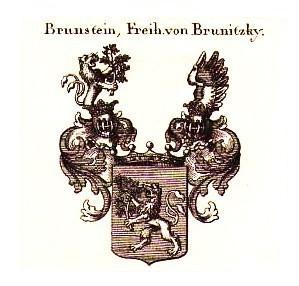
Wappen der Brunstein, Freiherren von Brunicki

- Spätere Variante der Freiherren von Brunicki: Im blauen Schild ein zweigeschwänzter silberner Löwe, welcher einen grünenden, stark belaubten Baumzweig mit den beiden Pranken vor sich hält. Auf dem Schild die Freiherrenkrone; darüber stehen zwei gekrönte offene Helme, wovon der rechte das Wappenbild, den Löwen mit dem Baumzweig, wachsend, einwärts gekehrt, trägt, der zur linken aber einen geschlossenen Flug, von Silber und Blau mit verwechselten Tinkturen quergeteilt.[9]